# オフィールジャパン
株式会社オフィールジャパン（OPHIR JAPAN LTD.）とは、Newport Corporation（米国) のレーザ関連一部門であるOphir Optronics Solutions Ltd.の製品を日本国内で輸入販売および技術サポートを行っているレーザ関連会社である。本社は埼玉県さいたま市大宮区。
取扱製品は、レーザパワーメータ・ビームプロファイラなどのレーザ計測機器（レーザ計測機器部）、IRカメラ用レンズおよびCO2レーザ用 光学部品（オプティックス部）、非接触形状測定レーザセンサ（オプティメット部）である。レーザ計測機器においては、アジア最大級の国内キャリブレーションセンター（ISO9001：2000認証を取得）にて校正および修理も行っている。

## 事業内容
- レーザ光出力測定器・レーザ光強度測定器・IRオプティクスの輸入販売、国内仕入れ販売、技術サポート
- レーザ光出力測定器の修理・校正
- レーザ光出力測定器・レーザ光強度測定器の技術サポート
- 非接触形状測定センサの輸入販売および技術サポート

## キャリブレーションセンター
2002年4月品質保証の国際規格であるISO9001：2000（ISO： International Organization for Standardization ）の認証を取得。

## 会社沿革
- 1995年9月 株式会社オフィールジャパン設立オフィール事業部開設 イスラエル Ophir Optoronics Ltd.（OPHIR社）との外資系合弁企業として発足。
- 1995年12月 営業開始 OPHIR社・全製品の輸入販売およびキャリブレーションセンターでの修理校正業務を開始。
- 1998年1月 オプティメット事業部開設 OPHIR社の子会社であるOptical Metrology Ltd.（OPTIMET社）発足と同時に非接触形状測定センサの輸入販売ならびに日本国内における技術サポートを開始。
- 2002年4月 品質マネージメントシステムISO9001：2000認証を取得。
- 2004年3月 オフィールジャパン本社・キャリブレーションセンターをさいたま市に移転。
- 2006年7月 Spiricon社製品を販売開始。
- 2009年4月 品質マネージメントシステムISO9001：2008認証に移行。
- 2009年11月 オフィールジャパン本社・キャリブレーションセンターおよびオプティクス部、オプティメット部を統合し、移転。
- 2010年10月 Photon社製品の輸入業務を開始。